# Oak Hill (Alabama)
Oak Hill is een plaats (town) in de Amerikaanse staat Alabama, en valt bestuurlijk gezien onder Wilcox County.

## Demografie
Bij de volkstelling in 2000 werd het aantal inwoners vastgesteld op 37.
In 2006 is het aantal inwoners door het United States Census Bureau geschat op eveneens 37.

## Geografie
Volgens het United States Census Bureau beslaat de plaats een oppervlakte van
1,5 km², geheel bestaande uit land. Oak Hill ligt op ongeveer 58 m boven zeeniveau.

## Plaatsen in de nabije omgeving
De onderstaande figuur toont de plaatsen in een straal van 48 km rond Oak Hill.